# لیتلینگتون، کمبریج‌شر
لیتلینگتون (به انگلیسی: Litlington) یک روستا و محله مدنی در بریتانیا است که در کمبریج‌شر جنوبی واقع شده‌است. لیتلینگتون ۸۱۳ نفر جمعیت دارد.